# Družba z omejeno odgovornostjo
Družba z omejeno odgovornostjo (d. o. o.) je oblika gospodarske družbe v slovenskem pravnem sistemu.
Je družba z lastno pravno sposobnostjo, ki za prevzete obveznosti jamči le s premoženjem družbe in ima osnovni kapital razdeljen na poslovne deleže.

## Zapis okrajšave
Po slovničnih pravilih je pika levostično ločilo in je pravopisno pravilen zapis s presledkom za vsako piko (d. o. o.). Tak zapis navaja tudi Slovenski pravopis. Po drugi strani pa Zakon o gospodarskih družbah v 27. členu navaja zapis brez presledkov (d.o.o.). Zakon tudi določa, da morajo podjetja zapis firme uporabljati skladno z zapisom v Poslovnim registrom Slovenije (če je firma v registru zapisana brez presledkov, mora tak zapis podjetje uporabljati pri vsem svojem poslovanju). Zapis brez presledkov nekateri zagovarjajo tudi zato, ker presledek omogoča preskok dela te enotne besede v naslednjo vrstico, kar okrajšavo naredilo neberljivo oz. nerazumljivo, vendar se lahko vsak pisec temu izogne z uporabo nedeljivih presledkov.
Po pravopisu se mora med imenom podjetja in okrajšavo uporabiti tudi pristavčna vejica (npr. Mavrica, d. o. o. − Podjetju Mavrica, d. o. o., grozi stavka.).

## Značilnosti družbe z omejeno odgovornostjo
- je pravna oseba z lastno pravno sposobnostjo in ima lastni kapital,
- upnikom jamči samo s premoženjem družbe,
- navzven nastopa družba preko svojih organov (poslovodja)
- opravlja lahko vsako z zakonom dovoljeno dejavnost,
- ima z zakonom predpisan minimalni osnovni kapital.

Minimalni osnovni kapital znaša 7.500 EUR.

## Ustanovitev
Družbo z omejeno odgovornostjo lahko ustanovi ena ali do 50 fizičnih ali pravnih oseb.
Družba se ustanovi z družbeno pogodbo, ki mora biti sestavljena v notarski obliki, odpre se transakcijski račun in vplača osnovni kapital. Če so izpolnjene vse zakonske zahteve, sodišče vpiše družbo v sodni register. Družba z omejeno odgovornostjo pridobi položaj pravne osebe z vpisom v sodni register in tako postane nosilka pravic in obveznosti. Po vpisu se izdela žig, obvesti Agencijo Republike Slovenije za javnopravne evidence in storitve o dejavnostih družbe ter ustanovitev objavi v Uradnem listu RS.